# Stefano Bernardi
Stefano Bernardi (Verona, 1575- Verona, 1637), también conocido como “Il Moretto” fue un compositor, músico y sacerdote italiano, nacido en Verona. Trabajó en Roma, donde publicó motetes (de dos a cinco voces y continuo) y Verona, donde produjo un tratado de contrapunto; también estuvo asociado con la Accademia Filarmonica boloñesa, para quien compuso el Conceri Acadaemici. Ocupó brevemente un puesto en el servicio del Archiduque Carl Joseph, obispo de Breslavia y Bresanona, para después establecerse en Salzburgo en 1624. Tres años más tarde se doctoró en derecho y en 1628 compuso un Te Deum para 12 coros para la consagración de la catedral de Salzburgo.
Escribió tanto música sacra, como secular; incluyendo varios trabajos instrumentales. Su actividad se ubica en el periodo de transición del Renacimiento al Barroco; en la transición de la llamada música antigua a la moderna.

## Biografía
Bernardi nació en Verona, Italia. Como muchos músicos veroneses de la época se formó en la Scuola Accolitale (Escuela de Acólitos), donde compaginado el estudio de la música, tuvo la preparación necesaria para tomar los votos sacerdotales. Formó parte del coro de Bacussi en la Catedral, donde fue capellán en 1603.
Ya “músico a sueldo” de la famosa reducción del conde Mario Bevilacqua, a partir de 1602 ocupó el mismo cargo en la Accademia Filarmonica, donde el 22 de abril de 1606 fue nombrado “Maestro della Musica”.
En octubre del año siguiente, pidió a sus patrocinadores licencia para ir, primero al Santuario de Loreto a disolver un voto, y luego a Roma para aprender. Ahí mismo, después de haber recibido nuevos conocimientos, en 1610 se convirtió en Maestro di capella  (director de coro) de la iglesia de la Madonna dei Monti, cargo que ocupó hasta recibir el mismo nombramiento en la catedral de su lugar de nacimiento, como sucesor de Francesco Anerio.
Ya de regreso en Verona ocupó el cargo de director de coro de 1611 a 1622. Además de esto, restableció las relaciones con la Filarmónica en poco tiempo, recuperando en 1615 el lugar que ocupó antes de su partida.
En 1620 volvió a abandonar su ciudad, para en 1622  ser director del coro de Carl Joseph, obispo de Breslavia y Bresanona, hasta su muerte, en 1624. Tras el fallecimiento del Archiduque, Bernardi se trasladó a la ciudad austriaca de Salzburgo, donde permaneció al menos diez años. Tres años después de su llegada, en 1627, le fue concedido el título de Doctor de Leyes. En 1628 compuso un Te Deum para 12 coros para la famosa consagración de la catedral de Salzburgo.  
Regresó a Verona en fecha no especificada y murió allí el 15 de febrero de 1637.

## Obra
La "transición" de la cual Bernardi fue parte, es plenamente reconocible en su obra, en la que un estilo arcaico a capela (con el uso solo de las voces sin acompañamiento de instrumentos), rígidamente contrapuntístico, se alterna con oleadas de modernidad, a través del uso del estilo concertato, caracterizado por la interacción entre voces e instrumentos), que en ese momento se fue consolidando.
El regreso a Verona inaugura un largo período de intensa actividad compositiva, editorial y didáctica. En estos años crea tres colecciones de madrigales (1611, 1616, 1619) que documentan esta transición de prima a seconda prattica. El salmi integri quatuor vocibus, el Motetti in Cantilena a Quattro Voci con algunos Canzoni per sonare (ambos de 1613) y la Porta musicale per la quale il principiante con facile brevità all'acquisto delle perfette regole del contrapunto vien introdotto (Verona, 1615), un tratado teórico concebido sobre todo para ser utilizado por los Acólitos para "hacer ese fruto en el contrapunto", tema del que Bernardi fue tutor en la Schola Scaligera. También se remonta a esta época la publicación de lo que puede considerarse la obra maestra profana del autor: los Conciertos Académicos, con sinfonías de diversa índole.
En su salmi concertati para 5 voces y bajo continuo (Venecia 1627), anticipó el concierto en solitario utilizando una voz de soprano frente a un  ripiendo de cuatro voces. Entre sus demás obras se encuentran misas, salmos y motetes.

### Listado de Obras

#### Música Sacra
- Motecta, para dos a cinco voces (Roma, 1610)

- Psalmi integri, para cuatro voces (Venecia, 1613)
- Motetti in cantilena, para cuatro voces (Venecia, 1613)
- Messe, para cuatro a cinco voces (Venecia, 1615)
- Missae octonis vocibus modulatae, para ocho voces (Venecia, 1616)
- Concerti sacri scielti, et trasportati dal secondo, et terzo libro de madrigali, para cinco voces y órgano (Venecia, 1621)

- Psalmi, para ocho voces, con acompañamiento de órgano (Venecia, 1624)
- Te Deum, para 12 coros (primera interpretación el 24 de septiembre de 1628 en la catedral de Salzburgo, música perdida)
- Encomia sacra, para dos a seis voces (Salzburgo, 1634)
- Salmi concertati, para cinco voces (Venecia, 1637)
- Messe a otto voci, para ocho voces (Venecia, 1638)

#### Música Secular
- Il primo libro de madrigali, para tres voces (Roma, 1611)
- Il primo libro de madrigali, para cinco voces (Venecia, 1611)
- Il secondo libro de madrigali, para cinco voces (Venecia, 1616)
- Concerti academici con varie sorti di sinfonie, para seis voces (Venecia, 1616)

- Il terzo libro de madrigali, para cinco voces concertati (Venecia, 1619)
- Madrigaletti, para dos a tres voces, también contiene varias sonatas para tres instrumentos —dos violines o cornetas y una tiorba, trombón o fagot (Venecia, 1621)
- Il terzo libro de madrigali, para sers voces concertati con varias sonatas instrumentaes (Venecia, 1624)

#### Tratados
- Porta musicale per la quale il principiante con facile brevità all'acquisto delle perfette regole del contrapunto vien introdotto (Verona, 1615)[8]